# Sabrina Sarabi
Sabrina Sarabi (* 27. August 1982 in Kassel) ist eine deutsch-iranische Filmregisseurin.

## Leben
Sarabi studierte Theater- und Filmwissenschaft an der Universität Utrecht und Regie / Drehbuch an der Kunsthochschule für Medien Köln. 
Ihr Kurz-Spielfilm Spiel aus Glas wurde von der Wiesbadener Filmbewertungsstelle (FBW) zum Kurzfilm des Monats gewählt und gewann 2010 beim Giffoni Film Festival den Preis der Kinobetreiber (Anec Award). Ihr 20-minütiger Abschlussfilm Weisse Nacht lief auf diversen internationalen Filmfestivals, unter anderem beim Brno International Short Film Festival (Tschechische Republik) und beim Molodist Festival in Kiew (Ukraine).
Am 28. Juni 2019 feierte ihr Debüt Prélude beim Filmfest München Premiere. Der Kinostart in Deutschland ist am 29. August 2019.
Die Verfilmung des Debütromans der Schriftstellerin Alina Herbing mit dem Titel „Niemand ist bei den Kälbern“ hatte am 7. August 2021 beim Locarno Film Festival in der Nachwuchsreihe „Cineasti del presente“ Premiere.

## Filmografie
- 2009: Spiel aus Glas
- 2012: Up and Down the Horizon
- 2012: Weisse Nacht
- 2019: Prélude
- 2021: Niemand ist bei den Kälbern
- 2024: Wer ohne Schuld ist (Fernsehfilm)

## Auszeichnungen
- 2010: Preis der Kinobetreiber (Anec Award) des Giffoni Film Festivals für ihren Kurz-Spielfilm Spiel aus Glas.[3]